# كينيث ألين تايلور
كينيث ألين تايلور (بالإنجليزية: Kenneth Allen Taylor)‏ هو فيلسوف أمريكي، ولد في 1954.

## وصلات خارجية
- كينيث ألين تايلور على موقع IMDb (الإنجليزية)